# Beretta M9
Beretta M9 là tên gọi dành cho súng ngắn bán tự động Beretta 92FS được Lực lượng Vũ trang Hoa Kỳ sử dụng. M9 được quân đội Hoa Kỳ xem là súng ngắn tiêu chuẩn vào năm 1985.
M9 đã giành chiến thắng trong một cuộc thi vào những năm 1980 để thay thế M1911A1 để trở thành súng ngắn tiêu chuẩn của quân đội Hoa Kỳ, đánh bại nhiều đối thủ khác và SIG Sauer P226 trong gang tấc. Nó đã chính thức đi vào phục vụ trong năm 1990. Một số mẫu khác đã được sử dụng ở mức độ thấp hơn, cụ thể là súng ngắn M11 và các mẫu khác vẫn được sử dụng trong một số vai trò nhất định.
M9 đã được lên kế hoạch thay thế theo chương trình của Quân đội Hoa Kỳ, Hệ thống súng ngắn tương lai (FHS), được hợp nhất với chương trình Súng ngắn chiến đấu SOF để tạo ra Súng ngắn chiến đấu chung (JCP). JCP được đổi tên thành Súng ngắn chiến đấu (CP) và số lượng M9 được mua đã bị cắt giảm mạnh. Quân đội và Không quân Hoa Kỳ đang tìm cách thay thế M9 của họ thông qua chương trình Hệ thống súng ngắn Modular, đã chọn SIG Sauer P320.

## Lịch sử

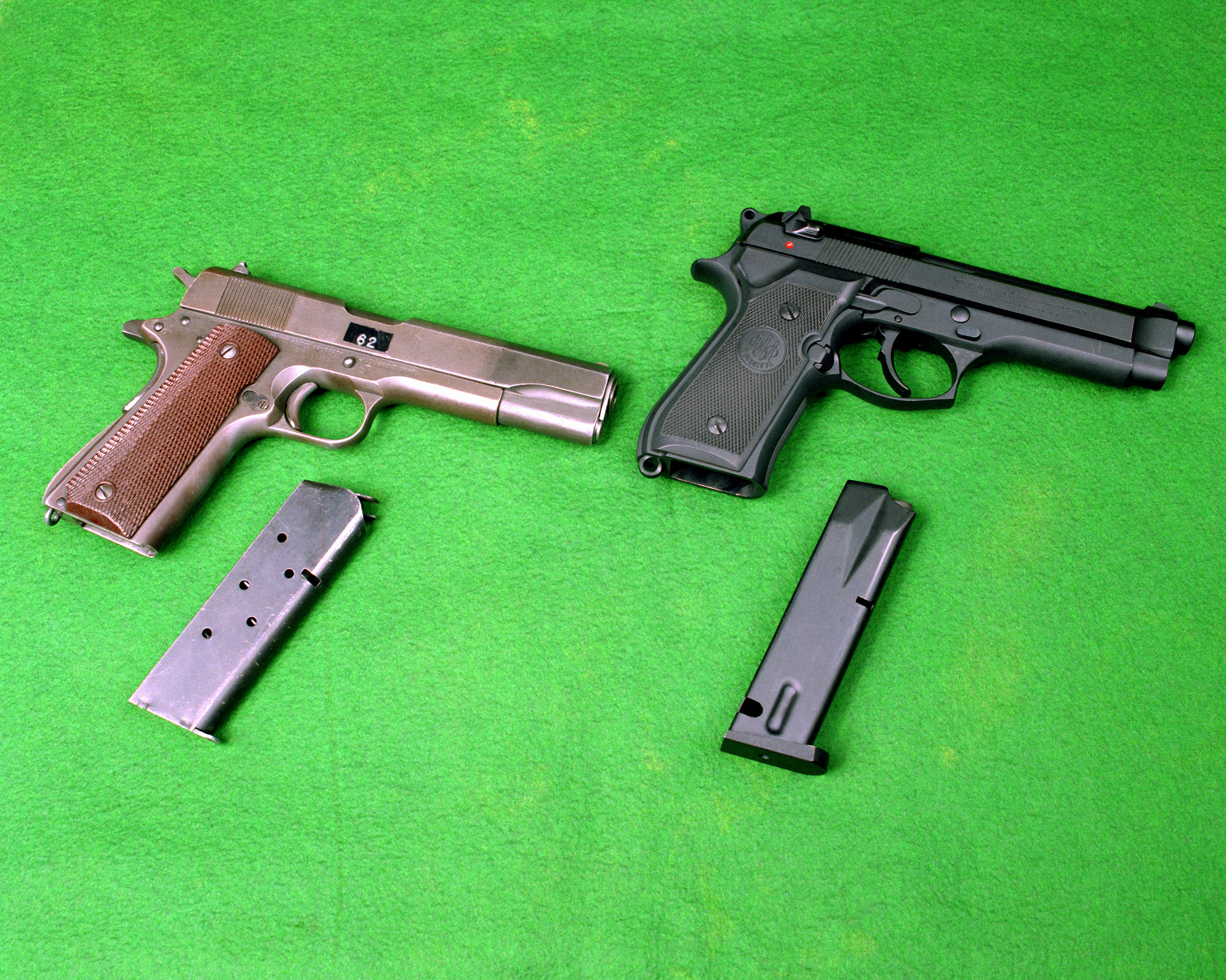
M1911A1 và M9 với băng đạn rỗng

Trong những năm 1970, mọi chi nhánh của Lực lượng Vũ trang Hoa Kỳ, ngoại trừ Không quân Hoa Kỳ đều mang theo khẩu súng ngắn .45 ACP M1911. USAF đã chọn sử dụng súng ổ xoay .38 Special, cũng được mang theo bởi một số tổ chức điều tra tội phạm / cảnh sát quân sự, phi hành đoàn tên lửa chiến lược (ICBM) của USAF, và bởi các phi hành đoàn bay quân sự trên tất cả các dịch vụ khi phục vụ trong khu vực chiến đấu hoặc khi tham gia nhiệm vụ vũ khí hạt nhân.
Bộ Quốc phòng sau đó đã quyết định đồng bộ hóa vũ khí của cả năm chi nhánh của lực lượng Hoa Kỳ. Các chi nhánh chiến đấu trên mặt đất của các dịch vụ nhận thấy quyết định này rất gây tranh cãi, nhưng nhằm loại bỏ sự cần thiết phải mua và thay thế cho các bộ phận M1911 đã bị bào mòn và thiết lập một khẩu súng ngắn tiêu chuẩn của NATO để đơn giản hóa hậu cần trong trường hợp chiến tranh với Liên Xô ở châu Âu. Năm 1979, Chương trình vũ khí hạng nhẹ tiêu chuẩn đã bắt đầu tìm kiếm một ứng cử viên thay thế cho M1911 và sử dụng đạn 9x19mm Parabellum đã được chọn để tuân thủ Thỏa thuận tiêu chuẩn hóa NATO (STANAG). Năm 1980, thiết kế Beretta 92S-1 đã được chọn thông qua Colt, Smith & Wesson, Walther, Star M28, và các mẫu Fabrique Nationale và Heckler & Koch khác nhau.
Tuy nhiên, kết quả đã bị Quân đội Hoa Kỳ loại bỏ và các thử nghiệm mới đã được Quân đội thực hiện. Năm 1984, các thử nghiệm bắt đầu lại với các mẫu súng mới từ Smith & Wesson, Beretta, SIG Sauer, Heckler & Koch, Walther, Steyr và Fabrique Nationale. Beretta đã chiến thắng trong cuộc thi này, nhưng đã có một thử nghiệm mới, cuộc thi XM10 vào năm 1988. Điều này dẫn đến hai thử nghiệm khác nhau bị hạn chế hơn nhưng kết quả là Beretta được chọn, mặc dù có những thiết kế mới.
Đồng thời với quá trình lựa chọn súng ngắn, bắt đầu từ năm 1979, công ty Bianchi International (chuyên sản xuất các loại bao da đựng súng ngắn) bắt đầu phát triển một loại bao da quân sự đa chức năng để sẵn sàng cho việc tung ra một khẩu súng ngắn mới. Bao da này được thiết kế bởi John Bianchi và Richard Nichols - đã phục vụ cho Lực lượng Vũ trang Hoa Kỳ trong nhiều thập kỷ và được chỉ định là M12, đã được thông qua cùng với việc sử dụng Beretta 92F vào năm 1985.
Beretta 92F vẫn hoạt động khi tiếp xúc với nhiệt độ từ −40 đến 140 °F (−40 đến 60 °C), bị ngâm trong nước muối, bị rơi liên tục trên bê tông và bị chôn vùi trong cát, bùn và tuyết. Ngoài ra, 92F đã chứng minh MRBF (số phát bắn trung bình trước khi kẹt đạn) là 35.000 viên đạn. Con số đó thường được nói là tương đương với năm hoặc sáu lần tuổi thọ của khẩu súng. Trong khi điều này thường đúng trong các quân đội châu Âu, các lực lượng vũ trang của Hoa Kỳ thường sử dụng rộng rãi hơn nhiều. Trong Chiến tranh Iraq, nơi thường xuyên chiến đấu giữa thành thị, đã buộc lính Mỹ phải sử dụng súng ngắn của họ nhiều hơn so với vũ khí chính.

## Thiết kế

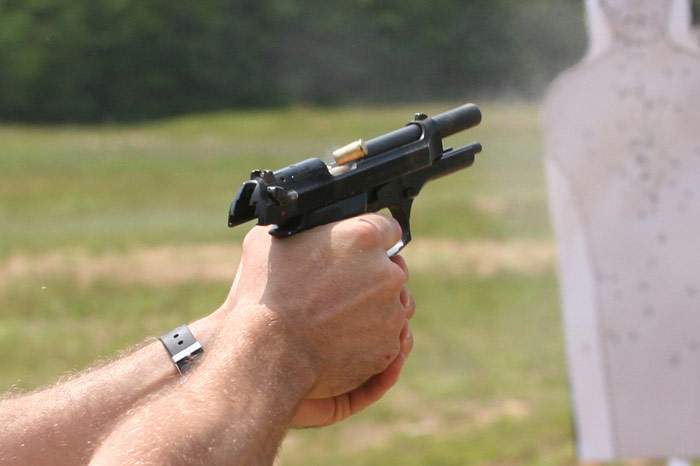
M9 với vỏ đạn rơi ra khi bắn

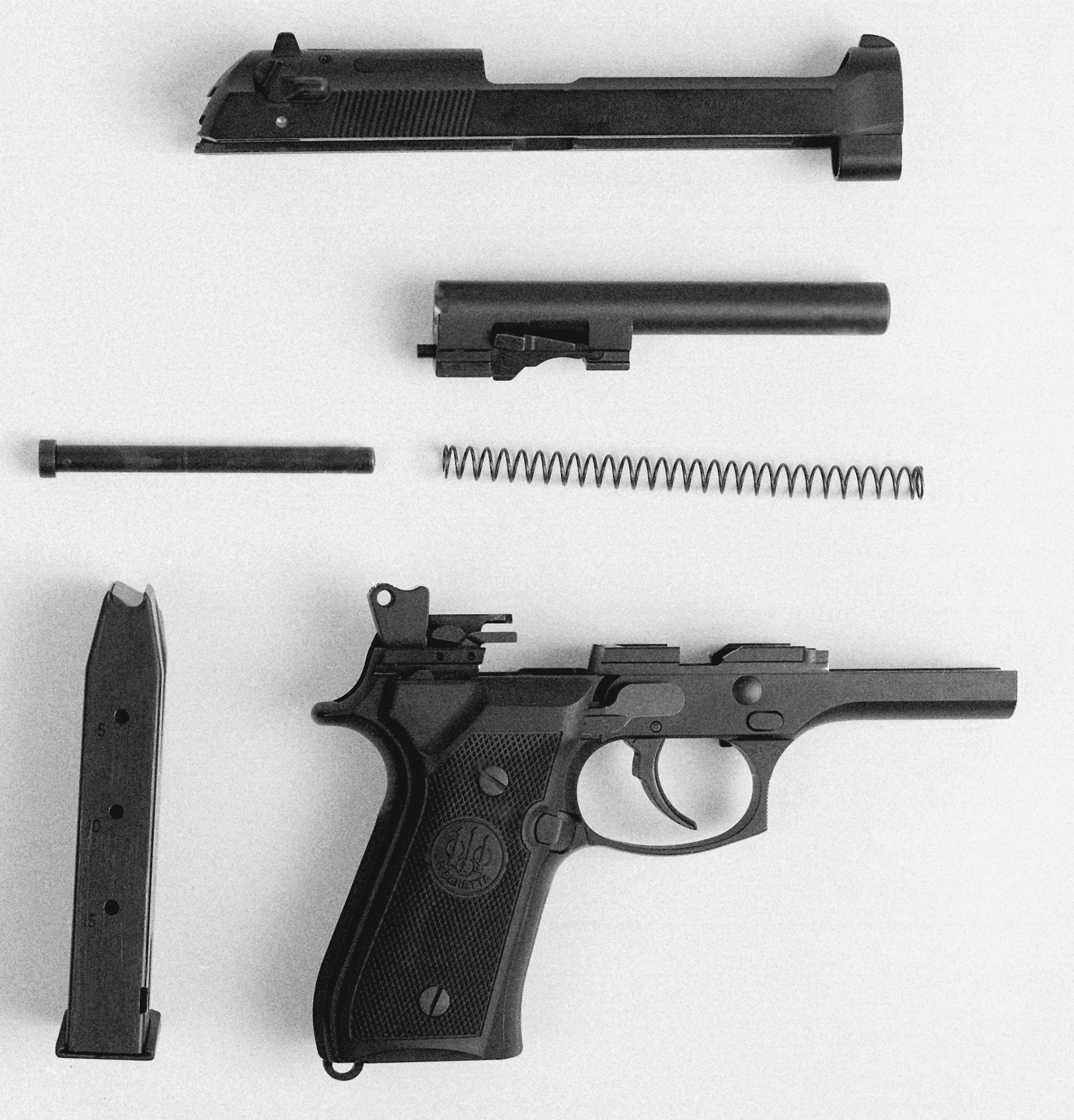
Các bộ phận được tháo ra của M9

M9 là một khẩu súng ngắn có cơ chế bệ lùi ngắn, bán tự động, hoạt động đơn / kép, sử dụng hộp tiếp đạn 15 viên với nút tháo băng đạn có thể định vị được cho các tay súng thuận tay phải hoặc tay trái. M9 được sử dụng với Bianchi M12 Holster, mặc dù các loại bao da khác thường được sử dụng. Các sửa đổi cụ thể được thực hiện từ Beretta 92 bao gồm:
- Thiết kế tất cả các bộ phận để làm cho chúng có thể hoán đổi cho nhau 100% để đơn giản hóa việc bảo trì cho các tổ chức chính phủ lớn.
- Sửa đổi mặt trước của bộ phận bảo vệ cò súng để người ta có thể sử dụng hỗ trợ ngón tay để nhắm dễ dàng hơn.
- Mạ crôm các lỗ nòng để bảo vệ nó khỏi bị ăn mòn và để giảm mài mòn.
- Nó cũng có một búa mở rộng phù hợp với một rãnh ở mặt dưới của slide. Mục đích chính là để ngăn thanh trượt khỏi bay ra phía sau nếu nó bị nứt. Điều này đã được thêm vào sau khi các lỗi được quan sát thấy trong các mô hình Beretta với số phát bắn rất cao trong các thử nghiệm (thất bại sau đó không được sử dụng cho các loại đạn bị lỗi trong các thử nghiệm).

### M9A1 cải tiến
M9 đã được cải tiến thành M9A1 vào năm 2006. Nó đã bổ sung thêm vào những thứ khác, một thanh ray Picatinny 1 khe để gắn đèn pin, laser và các phụ kiện khác. M9A1 có tính năng kiểm tra phía trước và phía sau tích cực hơn và một hộp tiếp đạn tốt hơn để nạp đạn dễ dàng hơn. Súng ngắn M9A1 được bán với các băng đạn phủ hơi vật lý (PVD) được phát triển để chịu đựng tốt hơn các điều kiện trong môi trường cát bụi trong các cuộc chiến ở Iraq và Afghanistan.

### M9A3 cải tiến
M9 đã được nâng cấp thành M9A3 (khái niệm M9A2 không bao giờ được đưa vào sản xuất) vào năm 2015. Những nâng cấp chính cho M9A3 là:
- Hộp tiếp đạn 17 viên.
- Một thanh ray Picatinny 3 khe màu vàng đất.
- Tay cầm có thể tháo rời có thể hoán đổi giữa kiểu Vertec và kiểu M9 "cũ".
- Điểm ruồi có thể tháo rời để người sử dụng có thể chọn vật liệu chế tạo.
- Nguyên liệu sản xuất mới cũng giúp sản xuất M9A3 hiệu quả hơn về chi phí sản xuất.

## Biến thể M9 22LR
M9 22LR là biến thể của M9 sử dụng đạn .22 Long Rifle và có cùng thao tác, điều khiển và lắp ráp như M9. M9 22 có hộp tiếp đạn 10 và 15 viên, điểm ruồi có thể tháo rời và tay cầm có thể thay thế phù hợp với Beretta M9.

## Tranh cãi
Trước khi được quân đội Hoa Kỳ áp dụng rộng rãi, các câu hỏi đã được đặt ra trong một báo cáo của GAO năm 1987 sau khi một sự cố vỡ thanh trượt trên Beretta 92SB làm một thành viên Chiến tranh Hải quân bị thương, và hai lần thất bại sau đó đã được quan sát thêm thử nghiệm. Thất bại này bao gồm cả các mô hình Beretta quân sự và dân sự với số lượng đạn rất lớn, và sau khi điều tra, chúng được coi là kết quả của loại đạn do Quân đội Hoa Kỳ cung cấp, vượt quá quy định được đề nghị bởi NATO nhưng dù sao cũng đã gây ra sự thay đổi trong thiết kế M9 thất bại từ việc gây thương tích cho người sử dụng.

## Quốc gia sử dụng

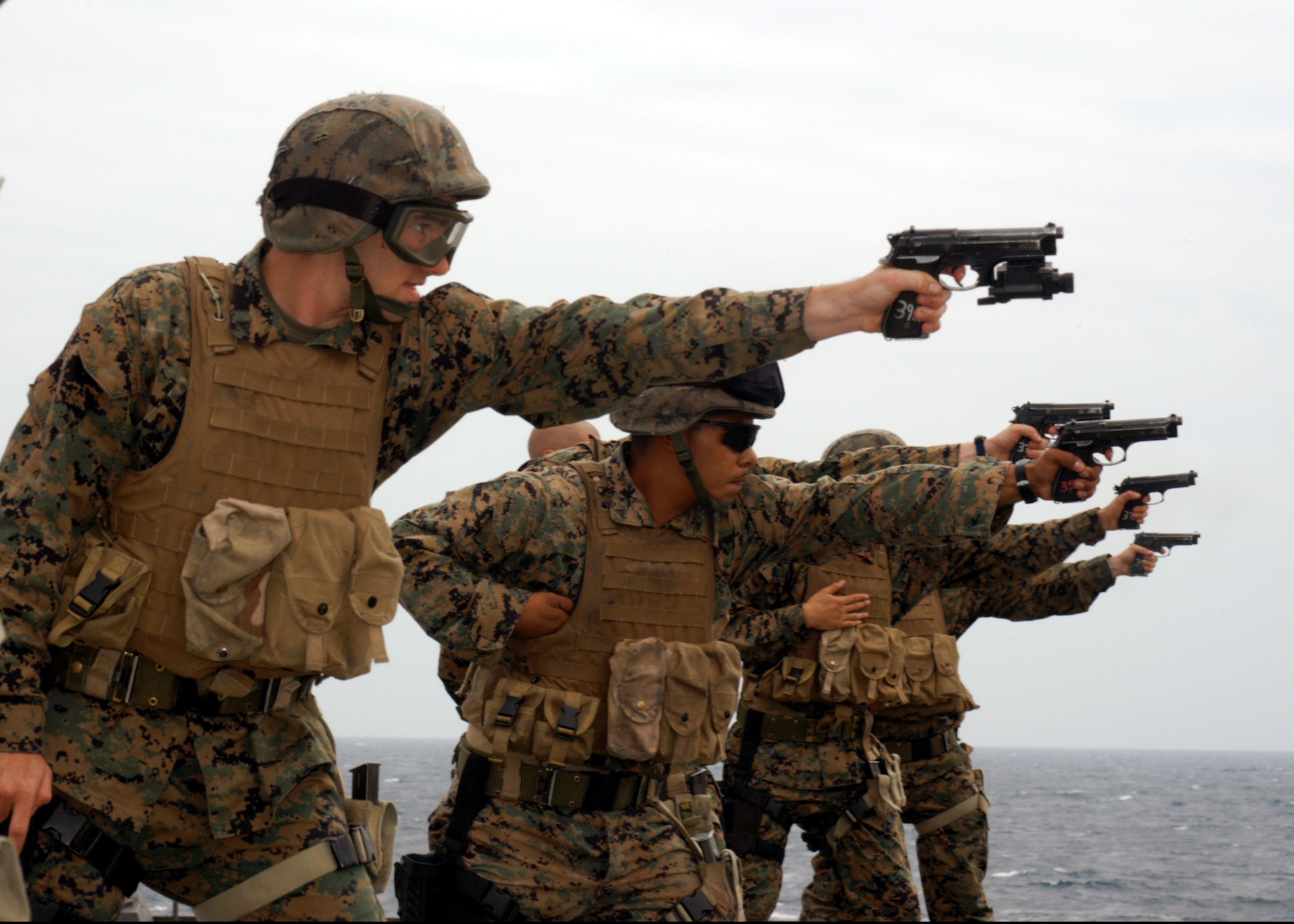
Thủy quân lục chiến Hoa Kỳ huấn luyện với M9 trên tàu USS Blue Ridge (LCC 19) vào tháng 3 năm 2005.

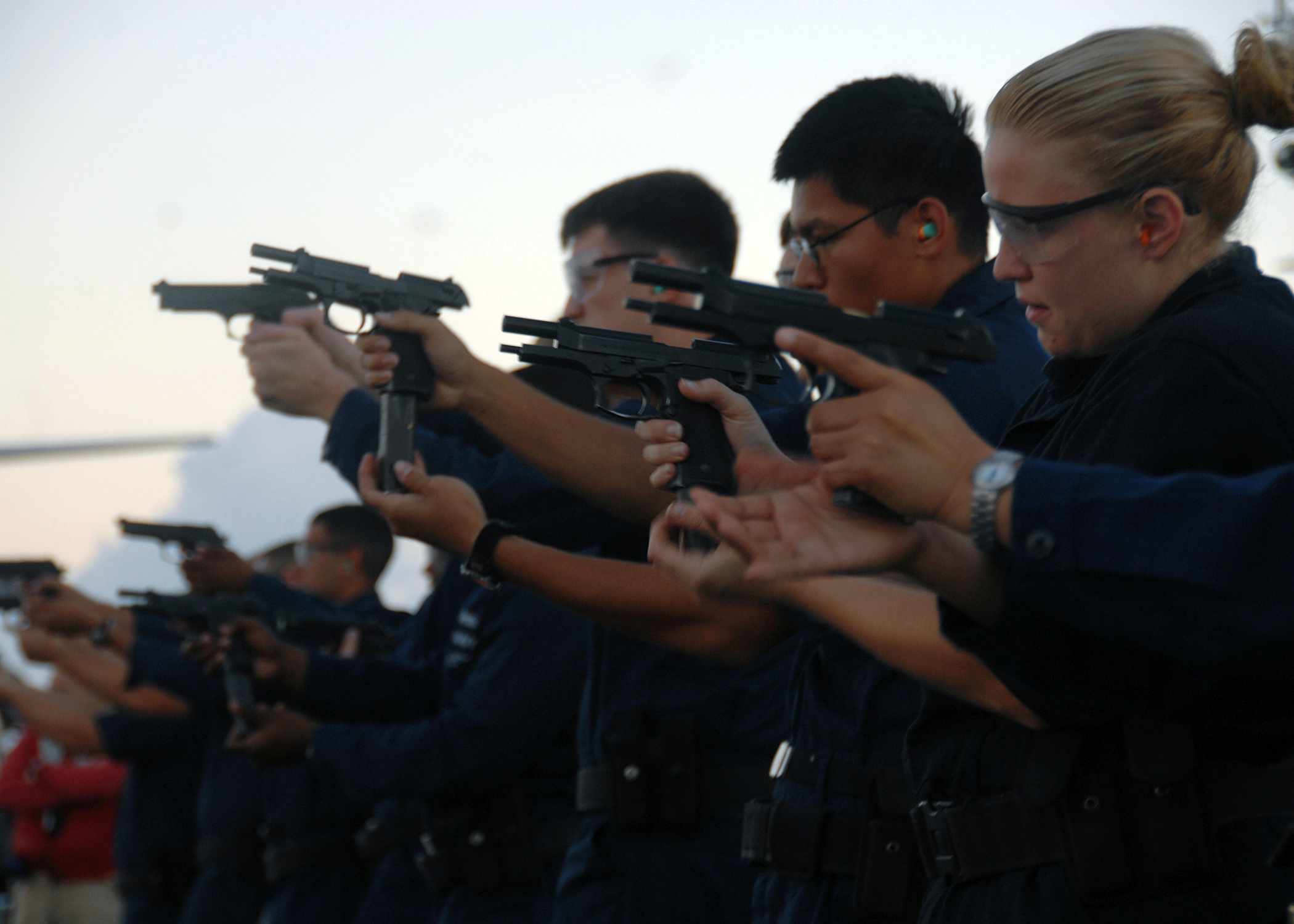
Các thủy thủ Hải quân Hoa Kỳ thử nghiệm với vũ khí cỡ nhỏ.

M9 là súng ngắn tiêu chuẩn của Hải quân Hoa Kỳ, Quân đội Hoa Kỳ và Không quân Hoa Kỳ kể từ năm 1985, thay thế cho Colt M1911A1 trong Quân đội, Hải quân và Smith & Wesson.38 Special trong Không quân. M9A1 cũng đang gặp vấn đề hạn chế đối với Thủy quân lục chiến Hoa Kỳ. Một số lượng lớn M9 và M9A1 đã được đặt hàng vào năm 2006. Trong Triển lãm SHOT show năm 2009, Beretta tuyên bố đã nhận được hợp đồng trị giá 220 triệu USD để chuyển 450.000 khẩu M9 và M9A1 cho quân đội Hoa Kỳ, trong vòng 5 năm.
Beretta M9 General Officer's Model là mẫu đặc biệt được cấp cho các sĩ quan cấp tướng trong Quân đội và Không quân, thay thế cho RIA M15 General Officer's và Colt M1911A1 bắt đầu vào năm 1986. Nó giống hệt với M9 tiêu chuẩn, với lớp hoàn thiện polyme Bruniton và kẹp tay cầm tổng hợp màu đen, ngoại trừ nó có "GO" -prefix cho dãy số sê-ri của nó, bắt đầu với GO-001.
Thời báo Thủy quân lục chiến báo cáo các kế hoạch vào tháng 7 năm 2007 cho tất cả các sĩ quan dưới cấp bậc Đại tá và tất cả Hạ sĩ quan sẽ được cấp khẩu M4 Carbine thay vì M9. Chính sách phân công mới vẫn sẽ giao M9 cho Đại tá thủy quân lục chiến và Sĩ quan hải quân hạng nhất trở lên.
Lực lượng bảo vệ bờ biển Hoa Kỳ đã thay thế hầu hết các khẩu súng ngắn M9 của nó bằng SIG P229 DAK, mặc dù một số M9 vẫn hoạt động với một số đơn vị nhất định.
M9 được cấp cho các thuyền viên trên các tàu chỉ huy quân sự.
Beretta USA đã thông báo vào ngày 30 tháng 9 năm 2011 rằng chương trình Bán hàng quân sự nước ngoài của Quân đội Hoa Kỳ đã mua thêm 15.778 khẩu súng ngắn Model 92FS cho quân đội Afghanistan và các đồng minh khác của Hoa Kỳ. Model 92FS là tên gọi quân sự không thuộc Hoa Kỳ cho súng ngắn M9.
Vào tháng 9 năm 2012, Beretta USA tuyên bố rằng Quân đội Hoa Kỳ đã mua 100.000 khẩu súng ngắn M9 và M9 "sẽ vẫn là khẩu súng của họ trong năm năm tới".

## Thay thế
Quân đội và Không quân Hoa Kỳ đang tìm cách thay thế M9 của họ thông qua chương trình Hệ thống súng ngắn Modular. Ủy ban Dịch vụ Vũ trang Hạ viện muốn chấm dứt chương trình theo hướng nâng cấp M9. Các quan chức của chương trình nói rằng mua một khẩu súng ngắn mới là lựa chọn tốt hơn nhờ những tiến bộ trong thiết kế súng ngắn, khó khăn trong việc giải quyết tất cả các vấn đề của M9, các loại súng ngắn khác ít tốn kém hơn để sản xuất và bảo trì, và những người lính có độ tin cậy thấp trong M9. Giai đoạn ba năm về kỹ thuật, sản xuất và phát triển (EMD) sẽ bắt đầu vào đầu năm 2014. Súng ngắn thương mại sẽ được kiểm tra các khả năng như độ chính xác, phân tán, khả năng tương thích và khả năng chống ăn mòn dưới thời tiết và điều kiện chiến đấu khắc nghiệt. Tuổi thọ của súng ngắn dự kiến là 25.000 viên đạn. M9 được yêu cầu bắn 5.000 viên đạn, trong khi dữ liệu từ Beretta cho thấy độ tin cậy trung bình của súng ngắn M9 là 17.500 viên đạn mà không cần dừng bắn.
Vào tháng 12 năm 2014, Beretta đã tiết lộ bản nâng cấp súng ngắn M9A3 cho một nỗ lực riêng của Quân đội nhằm xác định các Đề xuất Thay đổi Kỹ thuật (ECP) theo hợp đồng hiện tại. Công ty đã trình bày bản nâng cấp để cải thiện hiệu suất của M9 như một giải pháp hiệu quả hơn về chi phí mà không cần phải mua một khẩu súng ngắn khác. Các cải tiến bao gồm báng cầm mỏng với báng cầm có thể tháo rời theo module, thanh ray phụ kiện MIL-STD-1913, điểm ruồi triti trước và sau có thể tháo rời, nòng mở rộng và có ren để sử dụng nòng giảm thanh, hộl tiếp đạn chống cát 17 viên và các tính năng nhỏ khác. Quân đội Hoa Kỳ đã chính thức từ chối đề xuất M9A3 ECP vào cuối tháng 1 năm 2015.